# Penstemon filiformis
Penstemon filiformis là một loài thực vật có hoa trong họ Mã đề. Loài này được (D.D. Keck) D.D. Keck mô tả khoa học đầu tiên năm 1951.